# Bernardo de la Guardia
Bernardo de los Ángeles de la Guardia y Tinoco (14 tháng 4 năm 1900 – 21 tháng 2 năm 1970) là một kiếm thủ người Costa Rica. Ông đã đại diện cho nước nhà tranh tài tại Thế vận hội Mùa hè 1936. Ông là vận động viên người Costa Rica đầu tiên được thi đấu tại Thế vận hội.
Tại Thế vận hội Mùa hè 1936, ông tham gia thi đấu ở nội dung kiếm chém nam. Ông thua 6 trận và thắng 1 trận, và phải dừng bước ngay từ vòng đầu. Cũng tại mùa Thế vận hội này, ông là thành viên ban giám khảo ở nội dung kiếm chém đồng đội nam.

## Tiểu sử
Bernardo de los Ángeles de la Guardia y Tinoco sinh ngày 14 tháng 4 năm 1900 tại San José, Costa Rica. Ông di cư tới Hoa Kỳ từ khi còn rất nhỏ.
De la Guardia được chọn để đại diện cho Costa Rica thi đấu tại Thế vận hội Mùa hè 1936, đánh dấu lần đầu tiên Costa Rica tham gia Thế vận hội, đồng nghĩa với de la Guardia là vận động viên Thế vận hội đầu tiên của Costa Rica. Ông tham gia tranh tài ở nội dung kiếm chém nam của bộ môn đấu kiếm. Ông cũng vinh dự là người cầm cờ cho quốc gia mình trong lễ khai mạc.
Ông thi đấu vòng đầu tại Haus des Deutschen Sports vào ngày 14 tháng 10 theo thể thức vòng tròn nhóm 7. De la Guardia gặp John Huffman của Hoa Kỳ trong trận đầu tiên, với kết quả thua 5–4. Tiếp đến, ông gặp Hervarth Frass von Friedenfeldt của Tiệp Khắc và tiếp tục để thua với kết quả chung cuộc 5–2.
Trận thứ 3, ông đối đầu với José Julián de la Fuente của Uruguay. Ông không ghi được điểm nào và để thua 5–0. Trận thứ 4, ông gặp Richard Wahl của Đức. Ông tiếp tục để thua với kết quả chung cuộc 5–2. Ông đối đầu với Don Collinge của Canada trong trận thứ 5; để thua sát nút với kết quả chung cuộc 5–4. Ông gặp Konstantinos Botasis của Hy Lạp ở trận cuối cùng. Ông đã giành được chiến thắng đầu tiên và duy nhất với kết quả chung cuộc 3–5. Ông đã không thi đấu trong trận gặp Erik Hammer Sørensen của Đan Mạch và do đó không đủ điều kiện vào vòng tứ kết. Cũng tại mùa Thế vận hội này, ông đảm nhiệm vai trò thành viên ban giám khảo trong trận tứ kết nội dung kiếm chém đồng đội nam giữa Hoa Kỳ và Thụy Điển.
Ông mất ngày 21 tháng 2 năm 1970 tại Red Bank, New Jersey, Hoa Kỳ.